# 蔡鎮藩
蔡鎮藩（?—?），四川省順慶府營山縣人，清朝政治人物、進士出身。
光緒十八年（1892年），参加光緒壬辰科殿試，登進士二甲90名。同年五月，以主事分部学习。